# Francesco Ferrari
Francesco Ferrari (ur. 16 grudnia 1946 w Mairano, zm. 23 maja 2022) – włoski polityk, parlamentarzysta, poseł do Parlamentu Europejskiego VI kadencji.

## Życiorys
Od lat 70. pełnił kierownicze funkcje w ramach Chrześcijańskiej Demokracji (DC). Po jej rozwiązaniu w połowie lat 90. we Włoskiej Partii Ludowej, z którą w 2002 współtworzył partię Margherita.
Od 1975 do 1985 był radnym gminnym i asesorem (członkiem władz wykonawczych), w latach 1987–1990 wchodził w skład rady regionalnej w Lombardii. W latach 1992–1994 i 1996–2006 sprawował mandat posła do Izby Deputowanych XI, XIII i XIV kadencji. Pomiędzy tymi okresami zasiadał w Senacie XII kadencji. Obejmował szereg funkcji w organizacjach społecznych i zawodowych, m.in. był przewodniczącym konsorcjum rolnego w Prowincji Brescia.
W lipcu 2007 objął wakujący mandat posła do Europarlamentu z listy Drzewa Oliwnego (zastąpił Martę Vincenzi). Przystąpił do grupy Porozumienia Liberałów i Demokratów na rzecz Europy, pracował m.in. w Komisji Transportu i Turystyki. W PE zasiadał do lipca 2009. W 2007 wraz ze swym ugrupowaniem wstąpił do Partii Demokratycznej. W 2009 bez powodzenia kandydował w kolejnych wyborach europejskich.